# 佐田弘治郎
佐田 弘治郎（さだ こうじろう、1875年 - 1952年7月13日）は、日本のジャーナリスト、調査研究員（リサーチャー）。南満洲鉄道調査課長を務め、中国を始めとする東アジア地域に加え、ロシアやソ連、ドイツなどの欧州地域の調査活動を行った。

## 人物・経歴
1875年（明治8年）生まれ。
1897年（明治30年）、立教専修学校（現・立教大学）卒業。
その後、南満洲鉄道に入社。満鉄調査課に所属し、調査課長を務める。
1927年（昭和2年）には、『東部内外蒙古調査報告』を取りまとめたが、これは満鉄調査団として、調査地域における「牧畜、農業、工業及地質等の経済事情並運有交通、行政財政、宗教教育、人情風俗、気象衛生等に関する諸事情を明らかにし以て日支の共存共栄、蒙古の開発、対蒙貿易促進其の他に資せんとする目的を以て」調査に臨むという意図で行われたものであった。
昭和初期には卒業生として母校である立教大学校友会の幹事を務めた。

## 佐田文庫
国立国会図書館には佐田弘治郎の旧蔵書が『佐田文庫』として所蔵されており、1900～1930年代にかけての社会思想・社会運動に関する資料を主とする洋書約650冊、和書約70冊で構成され、特にナチズム・ファシズム関係、ロシア・旧ソ連関係の資料が多い内容となっている。

## 主な著書
- 『最近上海に於ける労働運動風潮 - 満鉄調査資料第52編』佐田弘治郎編 南滿洲鐡道 1926年
- 『奉天票と東三省の金融 - 満鉄調査資料第56編』佐田弘治郎編 南滿洲鐡道 1926年
- 『図什業図王旗事情』佐田弘治郎編輯発行 1927年
- 『南満洲鉄道株式会社第二次十年史』佐田弘治郎編 南滿洲鐡道 1928年
- 『最近に於ける支那関税問題』佐田弘治郎編 南滿洲鐡道 1929年
- 『滿洲支那移民統計』南満州鉄道株式会社庶務部調査課 佐田弘治郎 南滿洲鐡道 1930年
- 『満蒙鉄道の社会及経済に及ぼせる影響』佐田弘治郎編 南滿洲鐡道 1931年
- 『邦華文図書目録』佐田弘治郎編 東亜経済調査局 1937年
- 『徳川時代の日暹国交』佐田弘治郎編 東亜経済調査局 1938年